# 상트페테르부르크의 종말
상트페테르부르크의 종말(러시아어: Конец Санкт-Петербурга, 영어: The End of St. Petersburg)은 소련에서 제작된 프세볼로트 푸돕킨 감독의 1927년 드라마 영화이다. 베라 바라노프스카야 등이 주연으로 출연하였다.
1913년부터 1917년까지의 기간 동인 전제정치의 권력에 대항하여 볼셰비키가 집권하는 과정을 묘사한 정치 영화이다.

## 출연

### 주연
- 베라 바라노프스카야
- 이반 처벨요브
- 알렉산드르 크리스야노브